# Blad schizophrène
Blad schizophrène es una película del año 2007.

## Sinopsis
Videoclip realizado para el grupo Hoba Hoba Spirit que se desarrolla en un hospital psiquiátrico. Un recién llegado cruza las puertas del hospital con un solo pensamiento en mente: escapar. Este marroquí enfermo y esquizofrénico representa una juventud desengañada de la vida que sueña con salir de su país.